# یوزفا باربارا آورنهامر
یوزِفا باربارا آورنهامر (به آلمانی: Josepha Barbara Auernhammer) (زادهٔ ۲۵ سپتامبر ۱۷۵۸ در وین – درگذشتهٔ ۳۰ ژانویهٔ ۱۸۲۰ در وین) نوازندهٔ پیانو و آهنگساز اهل اتریش بود.
یوزِفا باربارا آورنهامر در سال ۱۷۵۸ در وین به دنیا آمد. او فرزند یازدهم یوهان میشائل آورنهامر و الیزابت تامر بود. یوزِفا نزدِ گئورگ فریدریش ریشتر و لئوپولد آنتون کوژلوخ درس‌هایی گرفت. همچنین، از سال ۱۷۸۱ شاگرد موتسارت بود. او، که دو سال از موتسارت کوچک‌تر بود، عاشق آن آهنگساز بزرگ بود.
موتسارت چند سونات ویولن خود را به او تقدیم کرده‌است. یوزِفا در اجرای چند اثر از موتسارت و بتهوون به‌عنوان نوازندهٔ پیانو شرکت داشته‌است. همچنین، او تصحیحِ نُت‌نوشته‌های چندین سوناتِ موتسارت را بر عهده داشته‌است.
او در سال ۱۷۸۶ با مردی به نام یوهان بِسِنیگ (حدود ۱۷۵۲–۱۸۳۷) ازدواج کرد و از او صاحب چهار فرزند شد.
یوزِفا در ۲۵ مارس ۱۸۰۱، در اجرای کنسرتو پیانوی شماره ۱ بتهوون، نوازندگی پیانو را بر عهده داشت. آخرین کنسرت عمومی او در ۲۱ مارس ۱۸۱۳ همراه با دخترش، ماریانا آونهایم بود. ماریانا معلم موسیقی و نوازندهٔ پیانو بود.
آثار آورنهامر عمدتاً شامل قطعاتی برای پیانو است. او به‌ویژه چند واریاسیون برای این ساز نوشت که از درکِ عمیقِ او از تکنیک‌های نوازندگی حکایت دارد.
یوزِفا باربارا آورنهامر در سال ۱۸۲۰ در وین درگذشت و در گورستان سنت مارکس به خاک سپرده شد.